# Microfiltración

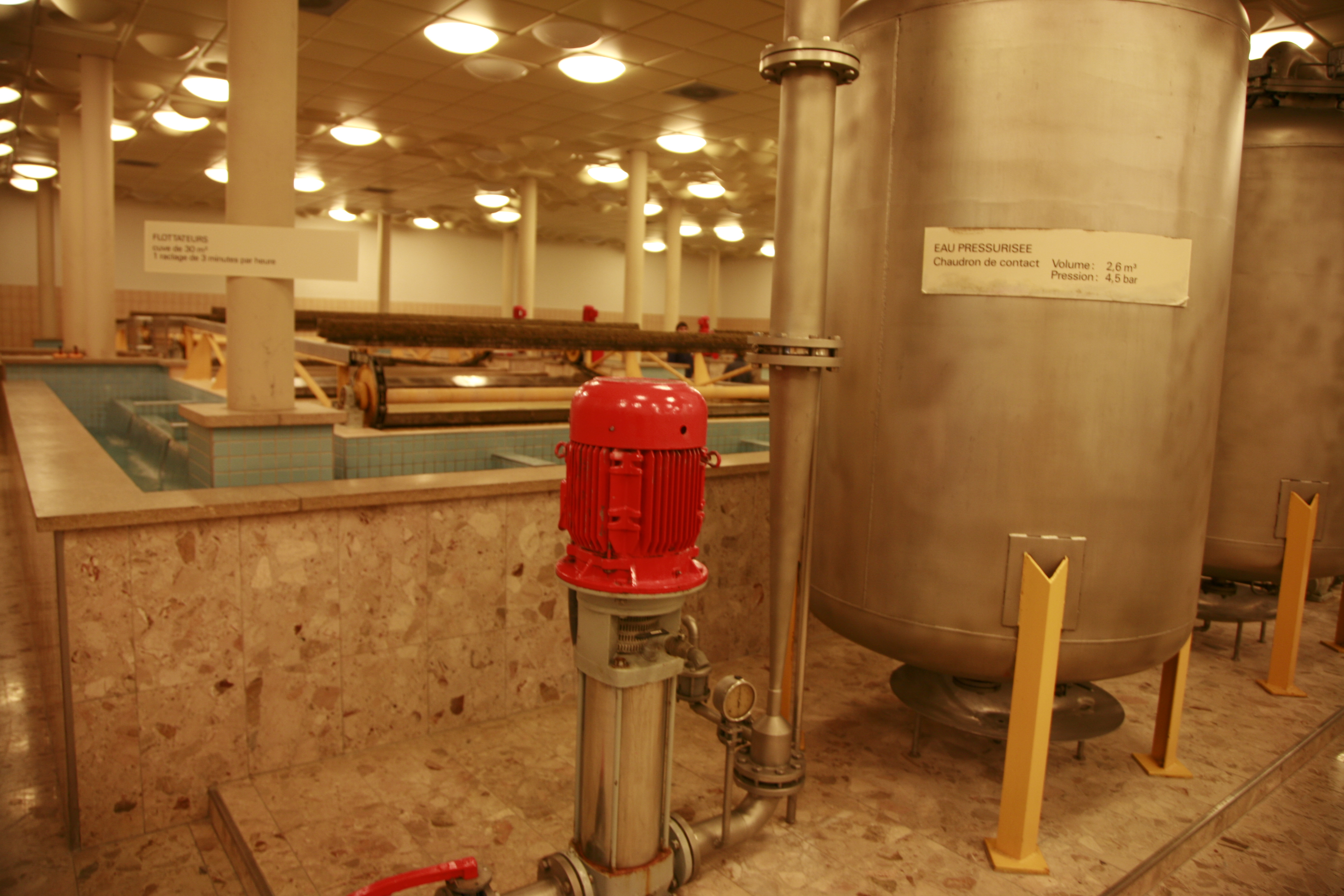
Sistemas de depuración de agua en el lago Bret (Suiza)

El principio de la microfiltración es un proceso de separación física en el cual el tamaño de los poros de una membrana determina hasta qué punto son eliminados los sólidos disueltos, la turbidez y los microorganismos. Las sustancias de mayor tamaño que los poros de la membrana son retenidas totalmente. Las sustancias que son más pequeñas que los poros de la membrana son retenidas parcialmente, dependiendo de la construcción de una capa de rechazo en la membrana.

## ¿Qué es una membrana?
Las membranas son láminas delgadas de material poroso que se puede utilizar para varias separaciones químicas. Las membranas pueden construir muchas películas de polímero, algunas de las membranas están hechas de cerámica, fibra de carbono, y sustratos porosos metálicos. Los poros pueden medirse en dimensiones atómicas (angstroms) hasta 0.01 micras.

## Utilización de las membranas
Los pequeños poros de las membranas que pueden servir como una barrera física, impidiendo el paso de ciertos materiales como la sal, bacterias y virus que permita el libre pasó del agua y el aire. La desalación de agua mediante ósmosis inversa es un uso bien conocido de membranas como filtro.
Las membranas usadas para la microfiltración tienen un tamaño de poro de 0.1 – 10 µm. Estas membranas de micro-filtración retienen todas las bacterias. Parte de la contaminación viral es atrapada en el proceso, a pesar de que los virus son más pequeños que los poros de la membrana de micro filtración. Esto es porque los virus se pueden acoplar a las bacterias.
La microfiltración puede ser aplicada a muchos tipos diferentes de tratamientos de agua cuando se necesita retirar de un líquido las partículas de un diámetro superior a 0.1 mm.

## Tratamiento de aguas superficiales
Desinfección por microfiltración directa
El uso de una membrana de microfiltración de 0,2 micrones en una planta de filtración de agua potable permite abordar en un solo paso, algunos de los problemas más discutidos con respecto a las tecnologías actuales.
- Remoción de quistes de Giardia, oocistos de Cryptosporidium, coliformes y otros parásitos, así como sólidos suspendidos.
- Reducción de virus.
- Reducción del uso de desinfectantes químicos.
- Reducción de productos químicos de sedimentación.
- Reducción de lodos que necesitan disposición.

## Aplicaciones de la microfiltración
- Esterilización por frío de bebidas y productos farmacéuticos.
- Aclaramiento de zumos de frutas, vinos y cerveza.
- Separación de bacterias del agua (tratamiento biológico de aguas residuales).

## Sistemas de microfiltración (SMF)
Separación sólido-líquido para las industrias de transformación de los alimentos y farmacéuticas. El sistema trabaja con una membrana de Separación de Sólidos. Una capa delgada del líquido de la estabilización se pone en la superficie de la membrana para favorecer la separación.
El líquido de la estabilización hace posible el filtrado de hasta 0.1 micras. Los sólidos quedarán separados del líquido en la capa estabilizada fina.
La máquina rellenará la capa delgada después de este proceso de limpieza y la filtración puede comenzar otra vez. El líquido de la estabilización puede ser o consistir en: Celulosa, zeolita, perlita o carbón activado.
Los ejemplos de SMF se pueden encontrar en las industrias farmacéuticas, de productos químico y del semiconductor para:
- Separación de catalizadores.
- Separación de enzimas y de levaduras.
- Clarificación y extracción de los líquidos.
- Separación de las partículas del corte del cristal y del metal del aceite/líquido.
- El SMF también se utiliza en el proceso del agua y el tratamiento de aguas residuales.

## Microfiltración en la industria alimentaria
La microfiltración se utiliza como una técnica complementaria a la pasteurización para proteger huevos y leche líquida. Mientras que la pasteurización elimina agentes patógenos sensibles al calor, algunos microorganismos resistentes pueden sobrevivir. La microfiltración ofrece una solución adicional al remover partículas de hasta 0.1 micrones, incluyendo bacterias y ciertos virus. Este proceso mejora la seguridad alimentaria sin afectar las propiedades organolépticas de los productos, permitiendo una mayor eficiencia y calidad en la producción de alimentos.

#### Beneficios de la Microfiltración
1. Eliminación de patógenos: La microfiltración elimina eficazmente quistes de Giardia, oocistos de Cryptosporidium, coliformes y otros patógenos que pueden sobrevivir a la pasteurización.
2. Reducción de químicos: Disminuye la necesidad de desinfectantes químicos y productos de sedimentación, resultando en productos más naturales y saludables.
3. Mejora de la calidad del producto: Mantiene las propiedades organolépticas (sabor, textura y apariencia) del producto final, lo que es crucial para la aceptación del consumidor.
4. Aplicaciones diversas: Además de huevos y leche, la microfiltración se aplica en la clarificación de jugos, vinos y cervezas, así como en la esterilización en frío de productos farmacéuticos.

#### Innovaciones en Microfiltración
Las tecnologías de microfiltración continúan evolucionando con el desarrollo de membranas más resistentes y eficientes, como las membranas de nano fibras, que ofrecen una mayor capacidad de filtración con menor consumo de energía. Estas innovaciones permiten una operación más sostenible y económica en la industria alimentaria, garantizando productos más seguros y de alta calidad.

## Tecnología CMF
Esta tecnología, llamada "separación por membrana de micro filtración de flujo cruzado" (CMF) es capaz de eliminar más patógenos que la pasteurización, sin afectar a la capacidad del huevo para espumar, coagular y emulsionar. Esto significa que los huevos tratados con CMF podrían substituir sin riesgo en aquellos productos en los que se requieren estas características.
Un estudio piloto mostró que el tratamiento con CMF elimina cerca del 99,99% de Salmonella Enteriditis de la clara de huevo líquido no pasteurizado. Asimismo, CMF puede ser usado para eliminar las esporas de Bacillus anthracis de las claras de los huevos.
Pruebas realizadas aplicando CMF a leche líquida demostraron la eliminación del 99,99% de esporas de Bacillus anthracis de este alimento. Así pues, la micro filtración puede proteger la leche de los patógenos bacterianos más comunes, alargando potencialmente su tiempo de conservación. Aunque es eficaz de por sí, la tecnología CMF funciona mejor si se utiliza junto con la pasteurización, en lugar de como sustituto de ella. La combinación de ambos procesos reduce considerablemente la carga patógena.